# Рушани
Рушани (хорв. Rušani) — населений пункт у Хорватії, в Вировитицько-Подравській жупанії у складі громади Градина.

## Населення
Населення за даними перепису 2011 року становило 477 осіб.
Динаміка чисельності населення поселення:

## Клімат
Середня річна температура становить 11,54 °C, середня максимальна – 26,42 °C, а середня мінімальна – -5,89 °C. Середня річна кількість опадів – 741 мм.
| Клімат поселення                              | Клімат поселення | Клімат поселення | Клімат поселення | Клімат поселення | Клімат поселення | Клімат поселення | Клімат поселення | Клімат поселення | Клімат поселення | Клімат поселення | Клімат поселення | Клімат поселення | Клімат поселення |
| Показник                                      | Січ.             | Лют.             | Бер.             | Квіт.            | Трав.            | Черв.            | Лип.             | Серп.            | Вер.             | Жовт.            | Лист.            | Груд.            |                  |
| Середній максимум, °C                         | 6,28             | 8,40             | 13,11            | 17,72            | 23,19            | 26,42            | 25,79            | 25,25            | 20,48            | 15,40            | 9,76             | 5,15             |                  |
| Середня температура, °C                       | 0,20             | 2,30             | 7,00             | 11,62            | 17,09            | 20,35            | 22,11            | 21,59            | 16,80            | 11,70            | 6,10             | 1,50             |                  |
| Середній мінімум, °C                          | −5,89            | −3,75            | 0,95             | 5,55             | 11,02            | 14,26            | 18,46            | 17,91            | 13,14            | 8,06             | 2,42             | −2,19            |                  |
| Норма опадів, мм                              | 43               | 38               | 44               | 58               | 73               | 88               | 71               | 75               | 63               | 62               | 72               | 54               |                  |
| Середньомісячна швидкість вітру, м/с          | 2.25             | 2.50             | 2.80             | 2.70             | 2.40             | 2.24             | 2.20             | 2.00             | 2.00             | 2.00             | 2.20             | 2.30             |                  |
| Середньомісячна сонячна радіація, кДж/м²·день | 4101             | 6885             | 10768            | 15269            | 19310            | 21439            | 22146            | 19724            | 14572            | 8975             | 4587             | 3354             |                  |
| --------------------------------------------- | ---------------- | ---------------- | ---------------- | ---------------- | ---------------- | ---------------- | ---------------- | ---------------- | ---------------- | ---------------- | ---------------- | ---------------- | ---------------- |
| Джерело:                                      |                  |                  |                  |                  |                  |                  |                  |                  |                  |                  |                  |                  |                  |